# Cerastium latifolium
Cerastium latifolium
Le Céraiste à larges feuilles (Cerastium latifolium) est une petite espèce de plante herbacée appartenant au genre Cerastium

## Caractéristiques
Organes reproducteurs
- Couleur dominante des fleurs : blanc
- Période de floraison : mai-septembre
- Inflorescence : cyme bipare
- Sexualité : hermaphrodite
- Ordre de maturation : homogame
- Pollinisation : autogame

## Photos

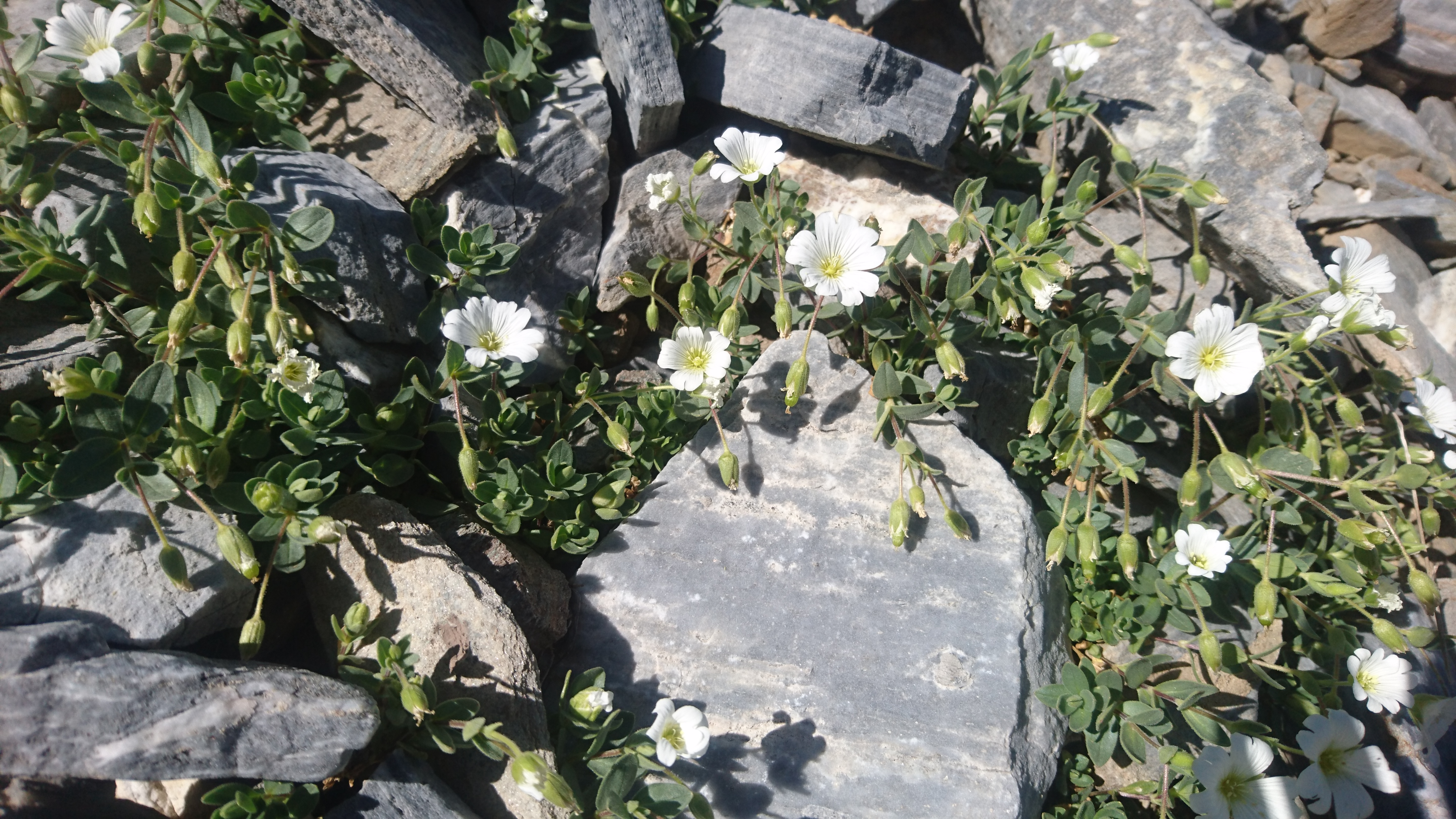
Cerastium latifolium à Val d'Isère
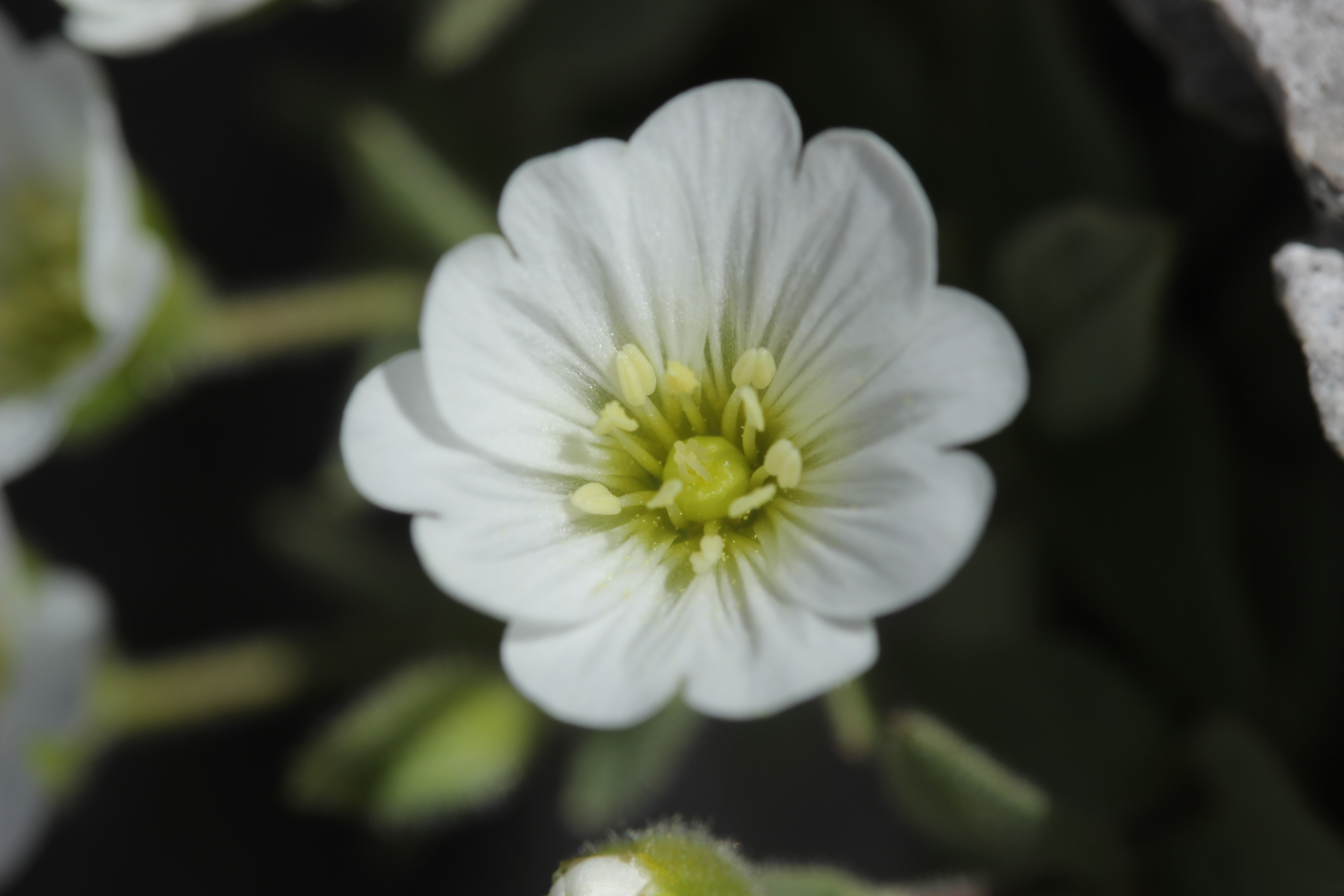
Fleurs